# Schillerschattenkolibri
Der Schillerschattenkolibri (Phaethornis idaliae), auch Schiller-Zwergschattenkolibri  oder Braunkehleremit, ist eine Vogelart aus der Familie der Kolibris (Trochilidae). Die Art ist endemisch in Brasilien. Der Bestand wird von der IUCN als „nicht gefährdet“ (Least Concern) eingeschätzt.

## Merkmale
Der männliche Schillerschattenkolibri erreicht bei einem Gewicht von 1,8 g eine Körperlänge von 8,4 cm, wobei der Schwanz 2,3 cm und der Schnabelrücken 2,3 cm ausmachen. Die Flügellänge beträgt 3,5 cm. Die Oberseite und Flügeldecken sind dunkel bronzegrün, der Nacken goldgrün. Der Oberkopf wirkt etwas matter mit mehr schwarzbräunlicher Färbung und Bronzeglanz. Die Oberschwanzdecken haben eine schwarze subterminale Binde und einen weißlich ockerfarbenen Endsaum. Überaugen- und Bartstreif sind hellocker, die Kopfseite und das Kinn schwarzbraun. Die Kehle ist dunkel kastanienbraun, der Rest der Unterseite grau mit weißlichen Unterschwanzdecken. Die Flügel sind schwärzlichpurpurn. Die seitlichen Federn des schwärzlich bronzegrünen Schwanzes sind schmal weiß gesäumt. Der Oberschnabel ist schwarz, der Unterschnabel leuchtet gelb mit schwarzer Spitze. Die Füße sind braun.
Das Weibchen erreicht bei einem Gewicht von 2,7 g eine Körperlänge von 9,2 cm, wobei der Schwanz 3,4 cm und der Schnabelrücken 2,3 cm ausmachen. Die Flügellänge beträgt 3,7 cm. Die Oberschwanzdecken sind hell rotbraun gesäumt. Der Überaugenstreifen, die Kehle und die Brust sind ebenfalls hell rotbraun, der Bauch hell ockerfarben. Die bronzegrünen Schwanzfedern weisen breite weiße Spitzen auf. Die seitlichen Steuerfedern haben eher blass ockerfarbene Außenfahnenspitzen. Der Schnabel und die Füße sind wie beim Männchen gefärbt.

## Verhalten
Nektar und kleine Gliederfüßer, inklusive Webspinnen sowie Pflanzenreste wurden im Magen des Schillerschattenkolibris entdeckt. Als sogenannter Trapliner fliegt er regelmäßig in rascher Folge ganz bestimmte verstreute Blüten an.

## Fortpflanzung
Die Brutzeit dauert von Oktober bis Februar. Die zwei Eier im Gelege wiegen je 0,32 g bei einer Größe von 13 × 8 mm. Die Brutdauer beträgt mindestens 14 Tage, die Nestlinge werden nach 20 Tagen oder mehr flügge.

## Verbreitung und Lebensraum

Verbreitungsgebiet des Schillerschattenkolibris

Schillerschattenkolibris bewegen sich in den unteren Straten von küstennahem Primär- oder leicht gestörtem Wald, an Waldrändern oder in altem Sekundärwald. Ihr Verbreitungsgebiet erstreckt sich über den Süden Bahias, den Osten Minas Gerais‘, Espírito Santo und Rio de Janeiro.

## Etymologie und Forschungsgeschichte
Jules Bourcier und Étienne Mulsant beschrieben den Schillerschattenkolibri unter dem Namen Trochilus Idaliae. Als Lebensraum gaben sie das Innere Brasiliens an. 1827 führte William Swainson die Gattung Phaethornis für den Langschwanz-Schattenkolibri (Phaethornis superciliosus (Linnaeus, 1766)) ein, der später auch der Schillerschattenkolibri zugeordnet wurde.
Der Begriff Phaethornis leitet sich aus den griechischen Wörtern φαέθων phaéthōn für „leuchtend, strahlend“ und ὄρνις órnis für „Vogel“ ab. Der Artname bezieht sich auf Idalia, ein Beiname der Aphrodite bzw. Venus.